# Eriogonum robustum
Eriogonum robustum är en slideväxtart som beskrevs av Edward Lee Greene. Eriogonum robustum ingår i släktet Eriogonum och familjen slideväxter. Inga underarter finns listade i Catalogue of Life.